# (4354) Euclides
(4354) Euclides es un asteroide perteneciente al cinturón de asteroides, descubierto el 24 de septiembre de 1960 por Cornelis Johannes van Houten en conjunto a su esposa también astrónoma Ingrid van Houten-Groeneveld y el astrónomo Tom Gehrels desde el Observatorio del Monte Palomar, Estados Unidos.

## Designación y nombre
Designado provisionalmente como 3524 P-L. Fue nombrado Euclides en honor al matemático y geómetra griego Euclides.

## Características orbitales
Euclides está situado a una distancia media del Sol de 2,571 ua, pudiendo alejarse hasta 2,681 ua y acercarse hasta 2,462 ua. Su excentricidad es 0,042 y la inclinación orbital 14,08 grados. Emplea 1506 días en completar una órbita alrededor del Sol.

## Características físicas
La magnitud absoluta de Euclides es 12,8.